# Flughafen Barnaul

i7
i11
i13
Der Flughafen Barnaul (russisch Аэропорт «Барнау́л», vollständiger Name: Internationaler Flughafen Barnaul „German Stepanowitsch Titow“, russisch Междунаро́дный аэропо́рт Барнау́л имени Германа Степановича Титова, IATA-Code: BAX, ICAO-Code: UNBB, RU-LID: УНББ) ist der Flughafen der russischen Stadt Barnaul und der größte der Region Altai. Seit Mai 2010 trägt er den Beinamen des sowjetischen Kosmonauten German Stepanowitsch Titow. Seltener wird der Flughafen auch mit dem Namen Michajlowka (russisch Михайловка) bezeichnet.

## Geschichte
Die Geschichte der Luftfahrt in Barnaul beginnt bereits 1937: Am 27. Oktober wurde als Teileinheit der Luftstreitkräfte der Sowjetunion eine Kette von Polikarpow Po-2 nach Barnaul verlegt. Am 12. März 1967 wurde ein moderner Flughafen mit einer Betonlandebahn von 2000 m Länge und 50 m und einem Hotel westlich der Stadt eröffnet. Ab dem 20. Juni 1967 existierte eine Flugverbindung mit Iljuschin Il-18 nach Moskau. Nachdem die Start- und Landebahn von 2000 m auf 2500 m verlängert wurde, flogen ab dem 12. Januar 1975 Tupolew Tu-154 nach Moskau.
Im Jahr 1995 erhält der Flughafen den Status eines internationalen Flughafens. Am 23. September 1997 wird die jetzige Betreibergesellschaft des Flughafens als OAO Awiapredprijatie Altai gegründet. 1998 wurde die Start- und Landebahn grundlegend instand gesetzt und um 350 m verlängert. Außerdem wurde die Befeuerung der Start- und Landebahn erneuert. Noch im gleichen Jahr landete eine Tupolew Tu-204 im Rahmen eines Testfluges in Barnaul. Drei Jahre später wurden ein Flugnavigationssystem installiert, welches es nun erlaubte, die Start- und Landebahn auch in die zweite Richtung zu nutzen. Seit Anfang 2004 dürfen auf dem Flughäfen auch Flugzeuge vom Typ Airbus A310 abgefertigt werden. Der russische Flughafenbetreiber Novaport hält seit etwa dieser Zeit 48 % an der Betreibergesellschaft. Am 27. Mai 2010 fällte die Volksvertretung der Region Altai den Beschluss, dem Flughafen den Beinamen German Stepanowitsch Titow zu verleihen. Im Jahr 2016 wurden über 30 Mio. Rubel in den Fuhrpark des Flughafens investiert un neue Fahrzeuge für die Flughafenfeuerwehr, die Enteisung und ein Flughafenbus angeschafft. Nachdem über Jahre nur kleine Stellen ausgebessert wurden, konnte im Mai 2018 die Sanierung eines knapp 500 m langen und 30 m breiten Teilstücks der Start- und Landebahn, was etwa einem Sechstel entspricht, abgeschlossen werden. Weitere größere Sanierungen sind in den nächsten Jahren indes nicht zu erwarten, da der Flughafen aus staatlichen Förderprogrammen ausgeschlossen wurde und auch bereits die jüngste Instandhaltung durch die Betreibergesellschaft finanziert wurde.

## Zwischenfälle
- Am 15. Juli 1976 musste eine Antonow An-2 (Luftfahrzeugkennzeichen CCCP-05840) der Aeroflot (Division Westsibirien) auf der Route von Smeinogorsk nach Barnaul in der Nähe von Barnaul in einem Waldstück notlanden. Im Triebwerk der einmotorigen Maschine kam es aufgrund von Treibstoffmangel zu einem Flammabriss. Der Treibstoffmangel wurde wegen einer defekten Treibstoffanzeige nicht bemerkt, die bis zur Notlandung einen Rest von 150 Liter anzeigte. Bei der Notlandung gab es keine Toten oder Verletzten, jedoch wurde das Flugzeug irreparabel beschädigt.[7]